# Caohe (häradshuvudort)
Caohe (kinesiska: Ts’ao-ho-cheng, Ts’ao-ho, Ch’i-ch’un, Ts’ao-ho-chen, Ts’ao-ho-chien, Ts’ao-chia-ho, 漕河) är en häradshuvudort i Kina. Den ligger i provinsen Hubei, i den centrala delen av landet, omkring 120 kilometer öster om provinshuvudstaden Wuhan. Antalet invånare är 150 600. Befolkningen består av 72 997 kvinnor och 77 603 män. Barn under 15 år utgör 16,0 %, vuxna 15-64 år 75 %, och äldre över 65 år 7,0 %.
Runt Caohe är det tätbefolkat, med 427 invånare per kvadratkilometer. Närmaste större samhälle är Meichuan, 19,1 km sydost om Caohe. Trakten runt Caohe består till största delen av jordbruksmark.
Genomsnittlig årsnederbörd är 1 963 millimeter. Den regnigaste månaden är maj, med i genomsnitt 276 mm nederbörd, och den torraste är januari, med 55 mm nederbörd.